# Shellow Bowells
Shellow Bowells – wieś w Anglii, w hrabstwie Essex, w dystrykcie Epping Forest, w civil parish Willingale. Leży 11 km na zachód od miasta Chelmsford i 42 km na północny wschód od Londynu. W 1931 roku civil parish liczyła 95 mieszkańców. Shellow Bowells jest wspomniana w Domesday Book (1086) jako Scelda/Scelga.